# Levallois-Perret
Levallois-Perret is een gemeente in het Franse departement Hauts-de-Seine (regio Île-de-France). De gemeente telde 68.412 inwoners op 1 januari 2022. De plaats maakt deel uit van het arrondissement Nanterre.

## Geografie
De oppervlakte van Levallois-Perret bedroeg op 1 januari 2022 2,41 vierkante kilometer; de bevolkingsdichtheid was toen 28.386,7 inwoners per km². Een deel van de gemeente is gelegen op het in de Seine gelegen eiland La Grande Jatte.
De onderstaande kaart toont de ligging van Levallois-Perret met de belangrijkste infrastructuur en aangrenzende gemeenten.

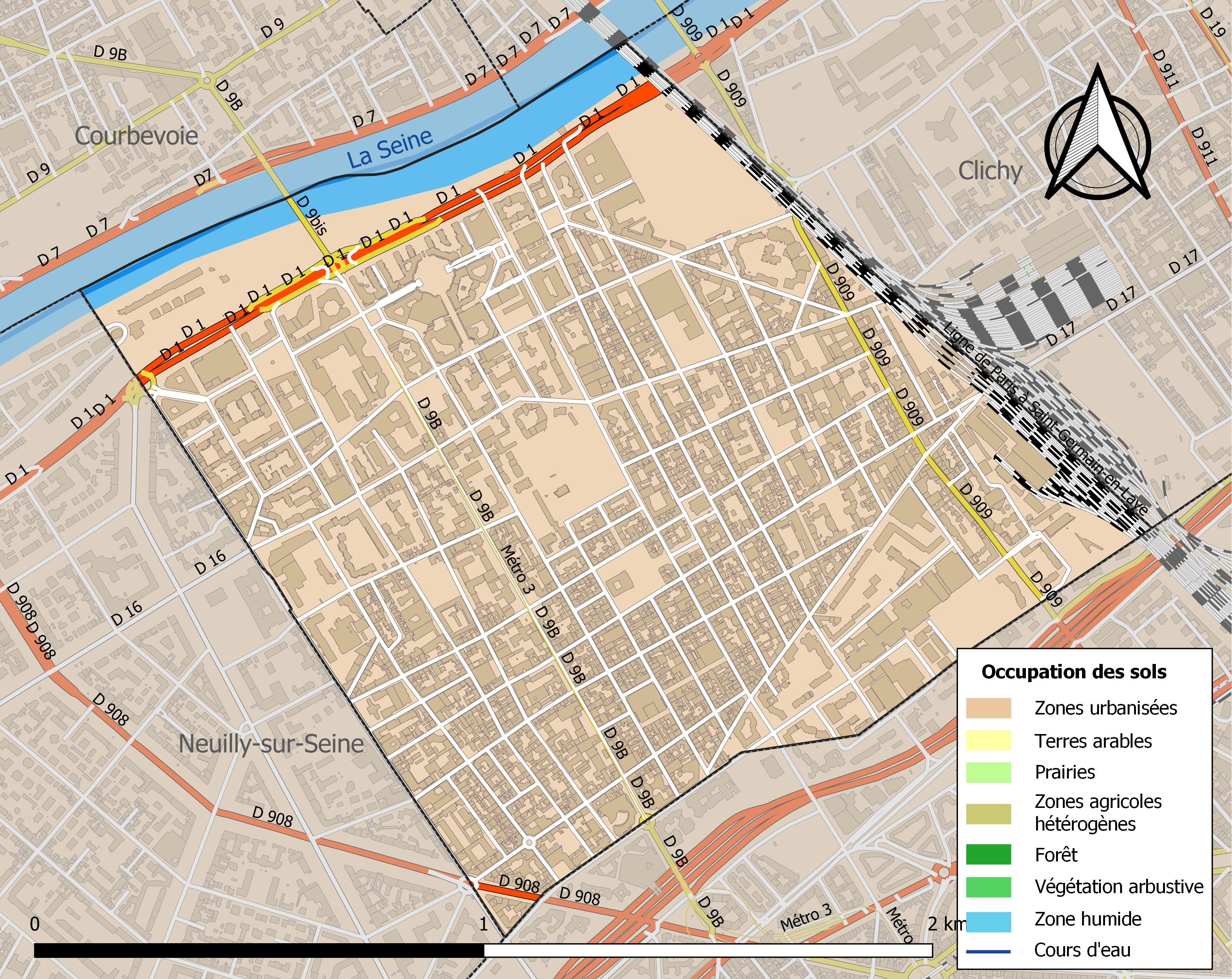

## Demografie
Onderstaande figuur toont het verloop van het inwonertal (bron: INSEE-tellingen).

## Geschiedenis
De gemeente werd opgericht op 1 januari 1867. Ervoor behoorde het gebied tot de gemeenten Clichy en Neuilly-sur-Seine.
Vanaf 1215 behoorde het gebied toe aan de Abdij van Saint-Denis. Er werd wijn verbouwd. Tegen de 18e eeuw werden er vooral groenten geteeld. Er lagen enkele jachtverblijven en twee grote heerlijke domeinen, Villiers en La Planchette. Na de Franse Revolutie kwam het domein van Villiers bij de gemeente Neuilly, La Planchette bij de gemeente Clichy.
In 1822 probeerde Jean-Jacques Perret een terrein van 20 ha in Villiers te verkavelen. Champ Perret draaide uit op een mislukking. De terreinen waren te groot en hadden een slecht wegverbinding. In 1845 probeerde Nicolas Eugène Levallois hetzelfde in La Planchette. Hij tekende een nieuw dorp uit met plaats voor een kerk, een gemeentehuis, scholen en een park. Levallois werd wel een succes, geholpen door de opening van het treinstation in 1854. Er vestigde zich ook industrie in Levallois, waaronder twee parfumfabrieken. In Levallois-Perret was vanaf 1867 de constructiewerkplaats gevestigd van Gustave Eiffel. Hier werden tussen 1887 en 1889 de onderdelen vervaardigd van de Eiffeltoren, die ter plekke van de Wereldtentoonstelling van 1889 als meccanostukken in elkaar werden gezet. Clément Bayard vestigde hier zijn fabriek, die motorfietsen, auto's en vliegtuigen maakte. Ook vliegtuigbouwer Louis Blériot vestigde zich in Levallois-Perret.

## Geboren in Levallois-Perret
- Louis Trousselier (1881-1939), wielrenner
- André Barrais (1920-2004), basketballer
- Danièle Delorme (1926-2015), actrice
- Andréa Parisy (1935-2014), actrice
- Pascal Lamy (1947), politicus
- Élisabeth Bourgine (1957), actrice
- Olivier Besancenot (1974), politicus
- Gauthier Diafutua (1985), voetballer

## Anderszins verbonden met Levallois-Perret
- Gustave Eiffel (1832-1923), ingenieur
- Jules David (1848-1923), fotograaf

## Afbeeldingen

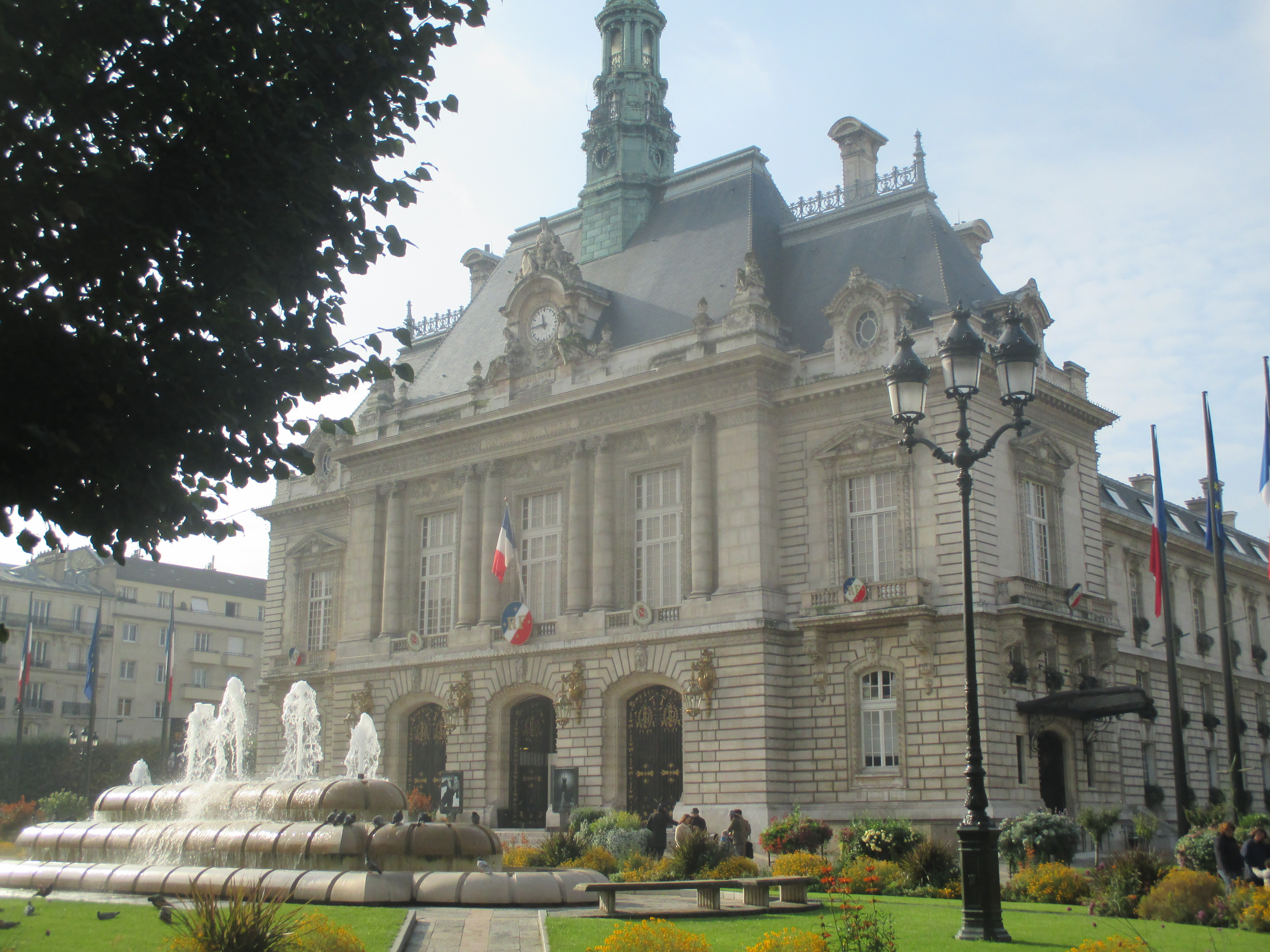
Gemeentehuis (1898)
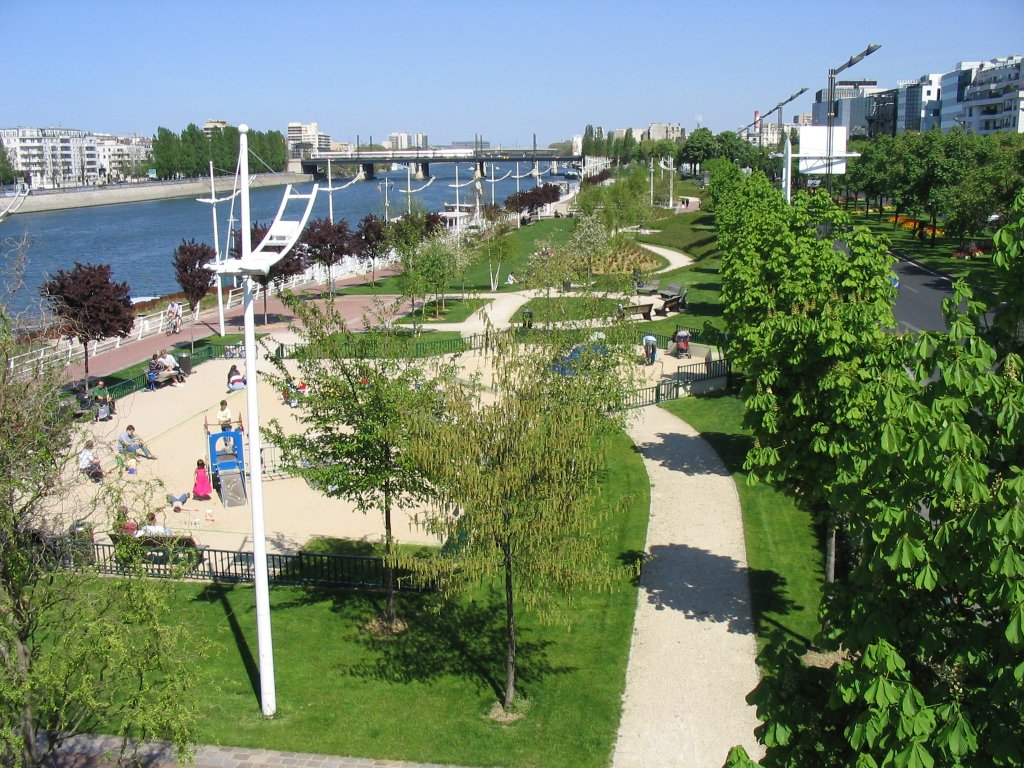
De Seine bij Levallois-Perret